# Susan Zirinsky

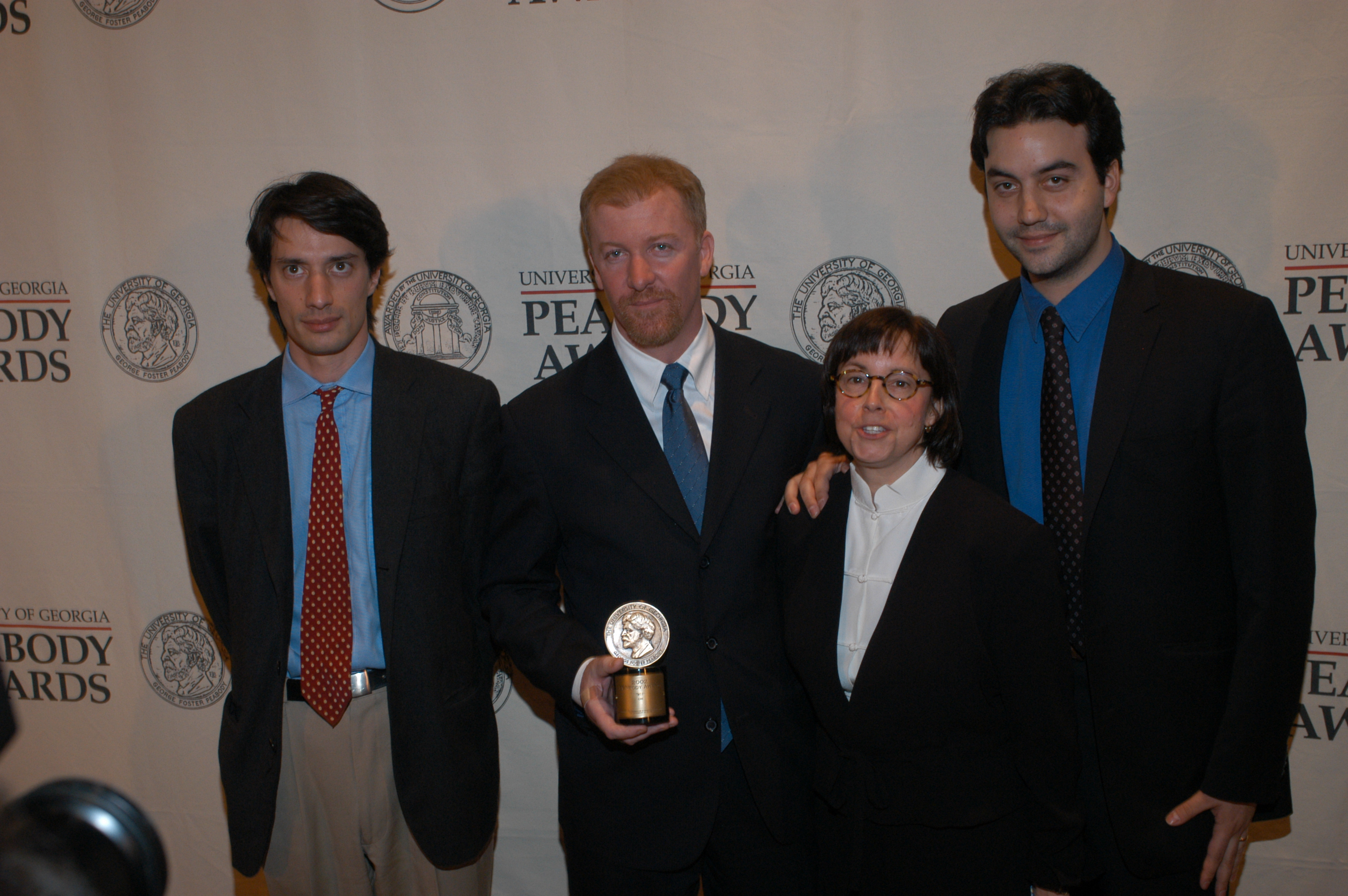
Susan Zirinsky na cerimônia do Prêmio Peabody em 2003.

Susan Zirinsky (Nova Iorque, 3 de março de 1952) é uma jornalista e produtora de televisão estadunidense. Ela é a atual presidente da CBS News, tornando-se a primeira mulher a dirigir a divisão de notícias da rede de televisão.

## Prêmios e indicações
| Ano  | Prêmio                                                   | Trabalho | Resultado |
| ---- | -------------------------------------------------------- | -------- | --------- |
| 2002 | Prêmio Emmy do Primetime de Melhor Documentário/Especial | 9/11     | Venceu    |